# Organización de la Cooperación Económica del Mar Negro
La Organización de Cooperación Económica del Mar Negro (BSEC) es una organización internacional regional centrada en iniciativas políticas y económicas multilaterales destinadas a fomentar la cooperación, la paz, la estabilidad y la prosperidad en la región del Mar Negro. Su origen se remonta al 25 de junio de 1992, cuando el presidente turco Turgut Özal y los líderes de otros diez países se reunieron en Estambul y firmaron la Declaración de la Cumbre y la "Bósforo Declaración". La sede de la BSEC -la Secretaría Internacional Permanente de la Organización de Cooperación Económica del Mar Negro (BSEC PERMIS)- se estableció en marzo de 1994, también en Estambul, Turquía.
Con la entrada en vigor de su Carta el 1 de mayo de 1999, la BSEC adquirió identidad jurídica internacional y se transformó en una organización económica regional de pleno derecho: la Organización de Cooperación Económica del Mar Negro. Con la adhesión de Serbia (entonces Serbia y Montenegro) en abril de 2004, el número de Estados miembros de la Organización aumentó a doce. La adhesión de Macedonia del Norte en 2020 aumentó el número de miembros de la organización a trece.
Un aspecto importante de las actividades de la BSEC es el desarrollo de las PYME y del espíritu empresarial en los países miembros. En relación con estas cuestiones, se han organizado una serie de talleres en cooperación con la Fundación Konrad Adenauer y ERENET.
La última declaración conjunta de una cumbre de la organización está fechada en 2017 en su sitio web (25 aniversario).

## Países miembros

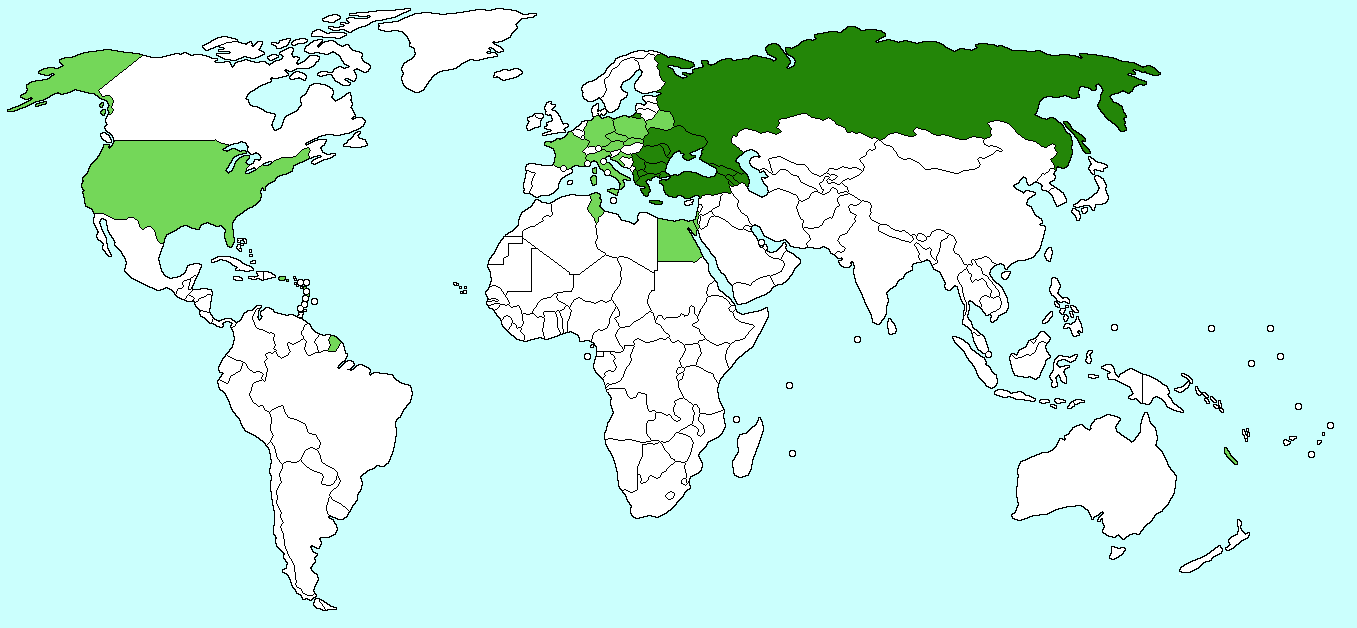
Países miembros del BSEC
Países observadores del BSEC

- Albania
- Armenia
- Azerbaiyán
- Bulgaria
- Georgia
- Grecia
- Macedonia del Norte
- Moldavia
- Rumania
- Rusia
- Serbia
- Turquía
- Ucrania

## Órganos relacionados
Los órganos conexos de la BSEC desempeñan sus funciones respetando los principios de la BSEC definidos en la Declaración de la Cumbre del 25 de junio de 1992 y en la Carta. Tienen su propio presupuesto.

### Asamblea Parlamentaria de Cooperación Económica del Mar Negro (PABSEC)
La Asamblea Parlamentaria de la Cooperación Económica del Mar Negro, con sede en Estambul, es la institución consultiva interparlamentaria de la organización formada sobre la base de la Declaración sobre el establecimiento de la Asamblea Parlamentaria de la Cooperación Económica del Mar Negro el 26 de febrero de 1993 por 9 estados fundadores. Grecia se unió a PABSEC en 1995, Bulgaria se unió en 1997, y Serbia (antigua Serbia y Montenegro) se unió en 2004.
Los representantes de los Parlamentos de los países miembros persiguen objetivos que se recogen en el preámbulo del Reglamento de la PABSEC: asegurar la comprensión y adopción de las ideas y objetivos de la BSEC; proporcionar una base legal para la cooperación social, económica, cultural, comercial y política entre los Estados miembros; proporcionar apoyo a los parlamentos nacionales para reforzar la democracia parlamentaria; aprobar la legislación necesaria para la aplicación de las decisiones adoptadas por los jefes de Estado o por los Ministros de Asuntos Exteriores.
Los principales órganos de la PABSEC son la Asamblea General, la Comisión Permanente, la Mesa, las Comisiones, el presidente, el secretario general y la Secretaría Internacional.La Asamblea está compuesta por 76 miembros. [Los idiomas de trabajo de PABSEC son el inglés, el francés, el ruso y el turco.
El presidente de PABSEC es Archil Talakvadze de Georgia, el vicepresidente es Anush Beghloyan de Armenia.

### Consejo Empresarial de la Organización de Cooperación Económica del Mar Negro BSEC BC
El Consejo Empresarial de la Organización de Cooperación Económica del Mar Negro se formó en 1992 como una organización internacional, no gubernamental y sin ánimo de lucro para fortalecer la mejora del entorno empresarial dentro de la región del Mar Negro. El Consejo Empresarial representa a las comunidades empresariales de los Estados miembros. La Secretaría Internacional del Consejo Empresarial tiene su sede en Estambul.

### Banco de Comercio y Desarrollo del Mar Negro (Black Sea Trade and Development Bank, BSTDB)
El Banco de Comercio y Desarrollo del Mar Negro (BSTDB) es una institución financiera internacional que se constituyó el 24 de enero de 1997. Apoya el desarrollo económico y la cooperación regional proporcionando financiación comercial y de proyectos, garantías y capital para proyectos de desarrollo que apoyan a empresas públicas y privadas en sus países miembros. Los objetivos del banco incluyen la promoción de los vínculos comerciales regionales, los proyectos transfronterizos, la inversión extranjera directa, el apoyo a las actividades que contribuyen al desarrollo sostenible, con énfasis en la generación de empleo en los países miembros, asegurando que cada operación es económica y financieramente sólida y contribuye al desarrollo de una orientación de mercado. La organización tiene un capital autorizado de 1.325 millones de dólares. La sede del banco se encuentra en Tesalónica, Grecia.
El BSTDB se rige por el Acuerdo por el que se establece el Banco de Comercio y Desarrollo del Mar Negro, un tratado registrado por las Naciones Unidas. A diferencia del Fondo Monetario Internacional y otros, el BSTDB no impone condiciones políticas por las que se pueda controlar a los Estados deudores. El Banco tiene una calificación crediticia a largo plazo de 'A' de Moody's Investors Service y una 'A3' de Standard & Poor's, ambas con perspectiva estable.

### Centro Internacional de Estudios del Mar Negro (ICBSS)
El Centro Internacional de Estudios del Mar Negro es un grupo de reflexión independiente centrado en la región del Mar Negro en sentido amplio, que sirve al mismo tiempo como organismo relacionado con la BSEC. Fue creado en 1998.

### Centro de Coordinación de la BSEC para el Intercambio de Datos Estadísticos e Información Económica (BCCESDEI)
El Centro de Coordinación de la BSEC para el Intercambio de Datos Estadísticos e Información Económica se creó con el objetivo de recopilar información estadística y económica, cumplir funciones de secretaría, coordinar los datos obtenidos y compartirlos con los países miembros.

## Estructura

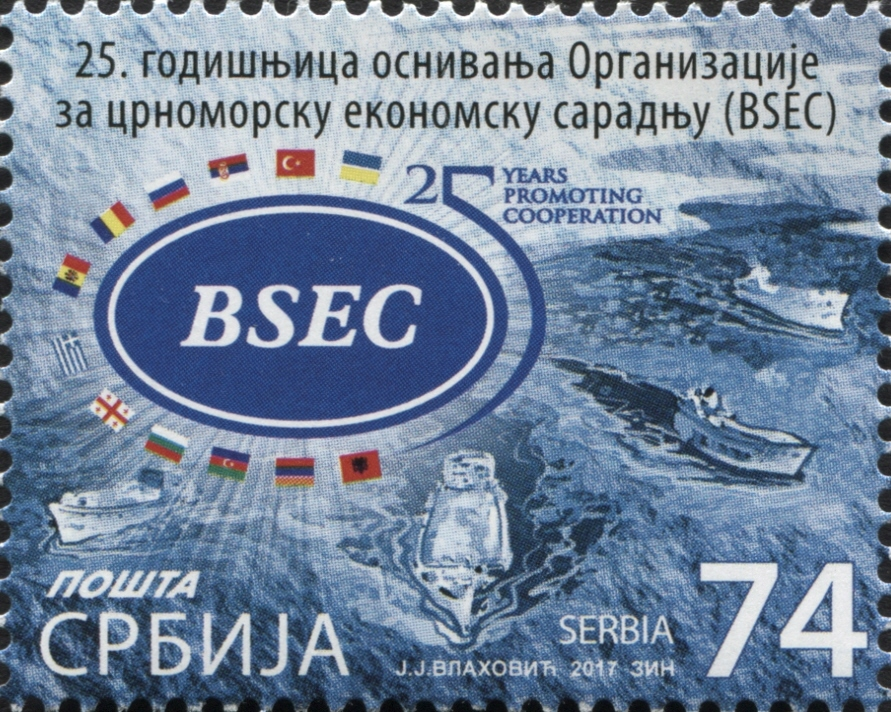
Conmemoración del 25 aniversario de la BSEC en el sello de correos de Serbia de 2017

- Reuniones en la Cumbre de los Jefes de Estado o de Gobierno de los Estados miembros se reúne periódicamente cada 5 años;[4]
- El Consejo de Ministros de Asuntos Exteriores es el principal órgano decisorio de la BSEC, y se reúne dos veces al año;
- El Consejo de Ministros se reúne para alcanzar un consenso sobre cuestiones específicas;
- El Comité de Altos Funcionarios se reúne 4 veces al año y actúa en nombre de los Ministros de Asuntos Exteriores;
- Los Órganos Subsidiarios formados por el Consejo de Ministros de Asuntos Exteriores se ocupan de su mandato definido por el Consejo, preparan proyectos conjuntos y siguen la ejecución de dichos proyectos. Los Órganos Subsidiarios son Grupos de Trabajo y Grupos de Expertos;
- Presidencia en ejercicio coordina todas las actividades de la BSEC, así como, controla el correcto desarrollo de las actividades de la organización y la aplicación de las Resoluciones y Decisiones adoptadas por el Consejo. Por orden alfabético inglés, uno de los Estados miembros encabeza la Presidencia en ejercicio cada 6 meses.[4] La Presidencia en ejercicio de la BSEC es ejercida por Ucrania para el periodo comprendido entre el 1 de julio y el 31 de diciembre de 2017.[15]
- La sede de la BSEC, la Secretaría Internacional Permanente de la Organización de Cooperación Económica del Mar Negro (BSEC PERMIS), se estableció en marzo de 1994 en Estambul.[3]

## 63.ª Sesión Plenaria PABSEC
El Secretario General de BSEC PERMIS, el embajador Lazar Comanescu, participó en la 63.ª Sesión Plenaria de la Asamblea Parlamentaria de la Organización del Mar Negro
Cooperación Económica (PABSEC) celebrada en Tirana los días 14 y 15 de mayo de 2024.
El principal tema debatido allí fue “Fortalecimiento la Cooperación Económica Regional para mejorar el encuentro con desafíos de seguridad comunes”. Se discutieron Informes temáticos (sobre comercio de energía, dilogo intercultural y tolerancia, innovación).  En su intervención en el plenario, el embajador Comanescu informó sobre las actividades del BSEC desde la sesión anterior de PABSEC (Kiev, noviembre de 2023), centrándose en la actualización de la Agenda Económica de la BSEC y el Fondo de Desarrollo de Proyectos de la BSEC,  y el fortalecimiento de la dimensión orientada a proyectos de la BSEC. También destacó la importancia, especialmente ante los desafíos actuales, de una coordinación adecuada entre los Instituciones de la familia BSEC en la promoción de la cooperación económica y el desarrollo en la región.

## Países y organizaciones con estatus de Observadores
- Alemania
- Austria
- Bielorrusia
- Croacia
- Egipto
- Eslovaquia
- Estados Unidos
- Francia
- Israel
- Italia
- Polonia
- República Checa
- Túnez

### Organizaciones internacionales
- Club Internacional del Mar Negro
- Comisión Europea
- The Commission on the Protection of the Black Sea Against Pollution [17]
- Secretaría del Tratado de la Carta de la Energía

## Peso en la escena internacional
En 2011, los países miembros de la BSEC sumaban 333 millones de habitantes, generando un PIB de más de 3.494 millones de dólares corrientes, o un PIB medio per cápita de 10.460 dólares corrientes. Sólo la Federación de Rusia y Turquía representan el 65% de la población total y el 75% de la riqueza producida. En 2011, excepto Grecia, que atravesaba dificultades relacionadas con la crisis de sus finanzas públicas, todos los países que componen la BSEC se encontraban en una situación de crecimiento económico. Azerbaiyán y Rusia, grandes productores y exportadores de energía fósil, registran un claro superávit en su cuenta corriente. En total, en 2011, la BSEC tuvo un déficit por cuenta corriente de 17 mil millones de dólares corrientes, lo que se explica en gran medida por la enorme necesidad de financiación externa de la economía turca.
| Fuente: Base de datos del Banco Mundial | Población   | Crecimiento del PIB demográfico (% anual) | PIB (USD corrientes) | PIB/cápita (USD corrientes) | Balanza en cuenta corriente (USD corrientes) |
| --------------------------------------- | ----------- | ----------------------------------------- | -------------------- | --------------------------- | -------------------------------------------- |
| Albania                                 | 3 215 988   | +3,0                                      | 12 959 563 902       | 4 030                       | -1 561 643 411                               |
| Armenia                                 | 3 100 236   | +4,6                                      | 10 247 788 877       | 3 305                       | -1 136 382 153                               |
| Azerbaiyán                              | 9 173 082   | +1,0                                      | 63 403 650 746       | 6 912                       | 17 144 935 000                               |
| Bulgaria                                | 7 348 328   | +1,7                                      | 53 514 380 731       | 7 283                       | 226 558 430                                  |
| Georgia                                 | 4 486 000   | +7,0                                      | 14 366 527 680       | 3 203                       | -1 843 687 531                               |
| Grecia                                  | 11 300 410  | -7,1                                      | 289 627 362 871      | 25 630                      | -28 582 720 075                              |
| Moldavia                                | 3 559 000   | +6,4                                      | 7 001 285 081        | 1 967                       | -790 370 000                                 |
| Rumania                                 | 21 384 832  | +2,5                                      | 189 775 739 205      | 8 874                       | -8 344 000 000                               |
| Rusia                                   | 142 960 000 | +4,3                                      | 1 857 769 676 144    | 12 995                      | -98 834 392 520                              |
| Serbia                                  | 7 258 745   | +2,0                                      | 45 819 561 019       | 6 312                       | -3 834 406 376                               |
| Turquía                                 | 73 639 596  | +8,5                                      | 774 983 417 981      | 10 524                      | -77 219 000 000                              |
| Ucrania                                 | 45 706 100  | +5,2                                      | 165 245 009 991      | 3 615                       | -10 233 000 000                              |
| Conjunto OCEMN                          | 333 132 317 |                                           | 3 484 713 964 229    | 10 460                      | -17 339 323 595                              |